# 转虹桥巷民居
转虹桥巷民居，位于中华人民共和国浙江省金华市兰溪市云山街道人民南路东侧转虹桥，多为清代民居建筑，其中转虹桥3号和云山路21号蔡氏民居雕刻精美。
1997年9月2日，转虹桥巷民居公布为兰溪市文物保护单位。